# 謝尚禮
謝尚禮，艾德金融CEO，香港企業家，律師，英國特許仲裁員協會會員，香港律師會會員。
现任艾德金融集团总裁的谢尚礼（Jerry Tse）持有武康大学（UCAM）工商管理博士、伦敦大学法学院和香港大学文学院、香港中文大学文学院、香港都会大学、岭南大学等多家大学硕士学历。
在加入艾德金融前，謝尚禮主要從事投行和金融行業，曾任職於摩根士丹利、德意志銀行、麥格理集團、星展銀行、光大證券及山證國際等金融機構，擔任高層管理職務。曾任年利達律師事務所律師、香港理工大學助理教授及倫敦大學亞非學院法學系客席講師。
謝先生于金融行業有豐富經驗，對全球資本市場有深入了解，曾負責完成超過100宗上市融資項目，包括郵儲銀行、農業銀行、工商銀行、民生銀行、伊泰煤炭、萬達集團、中國人壽、中國神華、中國石油、中金集團等。

## 主要作品
- [中華人民共和國專利保護狀況]. Canterbury Law Review. 1998 （英语）.[12]
- [中國大陸與香港公司法比較研究]. Brill Publishers. 1999 （英语）.[13]
- [根據國際人權標準評估中國的刑事司法系統]. Asia Pacific Law Review. 1999 （英语）.[14]
- [《香港法例》注釋：《新界條例》（第97章）]. Butterworths. 2000 （英语）.[15]
- [中國科技發展和引進的法律框架]. International Journal of Technology Management. 2001 （英语）.[16]